# Opfer (1920)
Opfer ist ein deutsches Filmdrama von 1920.

## Handlung
Sonja und ihr Bruder Wladimir sind Kinder eines Schankwirtes. Während ihr Bruder in Moskau studiert wird er, da er sich in umstürzlerischen Studentenkreisen gegen die Tyrannei des Zaren Paul bewegt, in Gefangenschaft genommen. Er soll nach Sibirien deportiert werden. Ausgerechnet vor der Schänke ihres Vaters hält der Gefangenenzug. Daraufhin beschließt Sonja nach Moskau zu gehen und die Revolution anzuführen, um mehr Menschenrechte in Russland einzuführen. Sowohl der Zar als auch seine Gegner kämpfen mit allen Mitteln. Tatsächlich schaffen die Revolutionäre, den Zaren zu ermorden, woraufhin dessen Sohn Alexis neuer Zar wird. Dieser verspricht die geforderten Reformen und lässt alle politischen Gefangenen frei, auch weil er sich in Sonja verliebt hat. Sowohl Revolutionäre als auch der neue Zar werden jedoch vom Adel, der auf seinen Privilegien besteht, getäuscht. Der Adel versucht mithilfe von Sonja, die Alexis ebenfalls liebt, den neuen Zaren zu töten.

## Hintergrund
Produktionsfirma war die Decla-Film-Ges. Holz & Co. Berlin. Der im Jahr 1919 gedrehte Film hatte eine Länge von fünf Akten auf 1310 bzw. 1074 Metern, ca. 72 bzw. 59 Minuten. Die Polizei Berlin belegte ihn im Dezember 1920 mit einem Jugendverbot (Nr. 43681), ebenso die Nachzensur der Reichsfilmzensur vom 3. Juni 1921 (Nr. 2622). Die Uraufführung fand am 4. Januar 1920 im Marmorhaus Berlin statt.